# Roger Godchaux
Pour les articles homonymes, voir Godchaux.
 (mai 2013).
Si vous disposez d'ouvrages ou d'articles de référence ou si vous connaissez des sites web de qualité traitant du thème abordé ici, merci de compléter l'article en donnant les références utiles à sa vérifiabilité et en les liant à la section « Notes et références ».
Marcel Antoine Roger Godchaux, né à Vendôme le 21 décembre 1878 et mort à Paris (13e arrondissement) le 6 mars 1958, est un peintre, dessinateur et sculpteur animalier français.
Si tout le bestiaire domestique et sauvage fait partie de son univers artistique, ce sont les fauves et les éléphants qui ont été ses sujets de prédilection. Sculpteur figuratif, il représente l’animal sans artifice, dans ses attitudes de la vie quotidienne.

## Biographie
Le père de Roger Godchaux est antiquaire. Sa mère, Jeanne Godchaux, est une pianiste concertiste. Il a un frère Yvan avec qui il fait ses études à Vendôme sous la garde de ses grands parents maternels, professeurs de musique au lycée.
Ayant rejoint Paris, il prépare en 1894 l'admission à l'École des beaux-arts. Très vite il se tourne vers l'art animalier. Il devient l'élève de Jules Adler et de Jean-Léon Gérôme. En 1896, il est élève de l'Académie Julian. Grand admirateur d'Antoine-Louis Barye, il se constituera une collection d'œuvres produites dans l'atelier du maître. En 1905, il commence à exposer à Paris et participe régulièrement au Salon des artistes français.
En 1914, il est mobilisé à Saint-Lô. Réformé, il est affecté aux bureaux du ministère de la Guerre. Pendant cette période, il met ses talents de dessinateur au service de la propagande pour les Alliés.
Après la guerre, il vit rue Descombes à Paris. Il reprend les expositions au Salon des artistes français où, en 1922, il obtient une médaille de bronze. L'État lui commande deux plaquettes en bronze pour la bibliothèque du musée de l'Armée à Paris. En 1924, sa seconde compagne lui donne une fille, Luce. En 1925, le jury de l'Exposition internationale des Arts décoratifs et industriels modernes lui décerne une médaille d'Argent. En 1927, il remporte le concours du constructeur automobile Chenard et Walcker pour la création d’un emblème destiné à leurs voitures. En février 1928, l’État lui achète une sculpture en bronze, Éléphant, exposée au Salon national des artistes animaliers, dont il devient le trésorier en novembre de la même année. À la même époque, le Newark Museum dans le New Jersey lui achète des œuvres. Il obtient la médaille d’argent au Salon des artistes français de 1928. En 1929, l'État lui achète sa sculpture Pigeon.
Pendant l'entre-deux-guerres, il expose régulièrement dans diverses galeries : galerie Charpentier, galerie Georges Petit, galerie Edgar Brandt, groupe d'animaliers de la galerie d’art Malesherbes. Il entretient des relations amicales avec d'autres animaliers, notamment Henri Valette et Gaston Suisse avec qui il va régulièrement travailler au Jardin des Plantes. En 1937, il signe un contrat avec la Manufacture nationale de Sèvres pour l’édition de terres cuites.
Pendant la Seconde Guerre mondiale, il reste à Paris et continue à travailler dans son atelier de la rue Boileau, mais est contraint de porter l'étoile jaune. Il vit avec sa compagne et sa fille, avenue de La Motte-Picquet. Son frère Yvan est déporté à Mauthausen et fusillé le 29 décembre 1943, ainsi que son épouse, Yvonne Fanny Aron, à Auschwitz, où elle est fusillée le 12 octobre 1943 pour faits de résistance.
Après la guerre, il occupe un atelier à Paris au 3, rue Vercingétorix qu’il gardera jusqu’à sa mort. Il expose de nouveau au Salon des artistes français et au Cercle Volney. En 1947, il reçoit une commande du port autonome de Bordeaux pour exécuter une plaque commémorative aux agents morts pendant la guerre. Il sera également sollicité pour réaliser le fronton du phare du Cap-Ferret. En 1953, l’État lui achète une sculpture[Laquelle ?].
Les dernières années de sa vie sont marquées par la maladie.

## L'œuvre
Roger Godchaux produit régulièrement dessins et peintures animalières. Ainsi, contrairement à ses sculptures qui représentent surtout des animaux sauvages, notamment les éléphants et les félins qu’il allait étudier à Paris au jardin des plantes, ses peintures sont souvent inspirées par les animaux de la ferme qu’il pouvait observer dans un petit village de la Brie où vivait la mère de sa compagne. Il peint également des portraits de commande ou des portraits de son entourage familial ou d'amis, comme celui de Gaston Suisse ou de René Huchet.
Mais c’est avant tout un sculpteur. Il a effectué quelques œuvres par taille directe du bois. Cependant, il a surtout travaillé par modelage de la terre. Il traite les surfaces par lissage et par stries obliques. À cet égard, à l’opposé d’autres sculpteurs animaliers comme Édouard-Marcel Sandoz, François Pompon ou Armand Petersen dont les œuvres sont lisses, son travail se rapproche de l'art de Paul Jouve qui laisse des textures apparentes.
Les modèles en terre crue sont le plus souvent moulés en plâtre. C’est souvent dans cette matière qu’il expose dans les Salons et les galeries. Les œuvres destinées à la vente sont éditées en bronze. Elles sont confiées à des fondeurs réputés comme Susse, avec qui il signe des contrats d’édition, ou Valsuani. Il travaille également avec des fondeurs moins connus comme Gatti, Andro ou Planquette. Certains de ses bronzes ne portent pas de cachet de fondeur. S’il existe quelques modèles de grande taille, la plupart sont de dimensions modestes, trouvant facilement leur place au domicile des collectionneurs.
Certaines de ses œuvres sont en terre cuite ou en grès. Des modèles ont été édités par Susse à la fois en bronze et en terre cuite. La terre cuite reste brute ou elle est vernissée. Il a également travaillé pour la Manufacture de Sèvres à la fin des années 1930.